# Fermín Herrero
Fermín Herrero Redondo (Ausejo de la Sierra, Soria, 1963) es un poeta español, ganador de importantes premios literarios, como el Hiperión o el Premio de la Crítica de Castilla y León por su obra La gratitud. .

## Biografía
Licenciado en Filología Hispánica por la Universidad de Zaragoza, buena parte de su obra está ambientada en la comarca soriana de Tierras Altas, de la que procede.
En 2015 obtuvo el Premio Castilla y León de las Letras en su edición correspondiente a 2014.
Reside en Simancas e imparte clases de lengua castellana y literatura en el instituto Juan de Juni de Valladolid.

## Características de su obra
Con frecuencia se ha acercado a la métrica oriental en sus libros. En La lengua de las campanas (2006) ensayó los haikus junto a tankas y cheedokas. En Húrgura (2020) ensayó una vaga imitación a los juéjù, de la literatura clásica china, que cuentan con siglos de antigüedad.

## Premios
- 1994: Premio Gerardo Diego de poesía por Anagnórisis.[2]
- 1997: Premio Hiperión por  Echarse al monte.[2]
- 2011: Premio Valencia Alfons el Magnànim por Tempero.[2]
- 2012: Premio Ciudad de Salamanca de Poesía por De atardecida, cielos.[7]
- 2014: Premio Jaime Gil de Biedma por La gratitud.[8]
- 2015: Premio Castilla y León de las Letras 2014.[9]
- 2015: Premio de la Crítica de Castilla y León por La gratitud.[10]
- 2016: Premio Jaén de Poesía por Sin ir más lejos.
- 2017: Premio de la Crítica de poesía castellana 2016 por Sin ir más lejos.

| Predecesor: José Antonio Abella | Premio de la Crítica de Castilla y León 2015 | Sucesor: Juan Manuel de Prada |

## Obra poética
- Anagnórisis (1995). Diputación Provincial de Soria.
- Echarse al monte (1997). Ediciones Hiperión.
- Un lugar habitable (2000). Ediciones Hiperión.
- Paralaje; Los hijos secos (2000). Fermín Herrero y Julio Izquierdo. Soria Edita.
- El tiempo de los usureros (2003). Ediciones Hiperión.
- Endechas del consuelo (2006). Consejería de Cultura y Turismo de la Junta de Castilla y León.
- Tierras altas (2006). Ediciones Hiperión.
- La lengua de las campanas (2006). Caja de Ahorros de Ávila.
- De la letra menuda (2010). Ediciones Cálamo.
- Tempero (2011). Ediciones Hiperión.
- Furtivo de los días (2014). Ediciones Amarcord.
- La gratitud (2014). Visor.
- Sin ir más lejos (2016). Ediciones Hiperión.
- Alrededores (2019). Fundación Jorge Guillén.[1]
- Húrgura (2020), con fotografías de Henar Sastre. Editorial Páramo.[6]
- En la tierra desolada (2021). Editorial Hiperión.[11]